# نائين
نائين مدينة إيرانية تقع في محافظة أصفهان، عدد سكانها حوالي 70,000 نسمة.

## أعلام
- محمد حسين النائيني
- ميرزا نصر الله خان